# 大野下駅
大野下駅（おおのしもえき）は、熊本県玉名市岱明町大野下にある、九州旅客鉄道（JR九州）鹿児島本線の駅である。

## 歴史

### 年表
- 1928年（昭和3年）11月28日：鉄道省の駅として開設[1][2]。
- 1945年（昭和20年）8月12日：荒尾駅方面から鹿児島本線路線沿いに飛来して来たロッキードP38の機銃掃射を駅舎に受ける。当時、兄の切符を買いに来ていた国民学校初等科の女生徒が退避姿勢を取っていたものの、銃撃の跳弾を受け駅舎内で亡くなった。
- 1961年（昭和36年）10月1日：貨物取扱廃止[2]。
- 1971年（昭和46年）2月20日：業務委託駅化[4]。
- 1984年（昭和59年）2月1日：荷物扱い廃止[2]。
- 1985年（昭和60年）3月14日：駅員無配置駅となる[5]。
- 1987年（昭和62年）4月1日：国鉄分割民営化によりJR九州が継承[2]。
- 2010年（平成22年）
  - 3月13日：旧駅舎さよならイベント開催[6]。
  - 3月15日：新駅舎の使用開始[6]。
  - 4月1日：駅業務を簡易委託に変更[3]。
- 2012年（平成24年）12月1日：交通系ICカードSUGOCA対応（SUGOCA簡易カードリーダー設置）[7]。

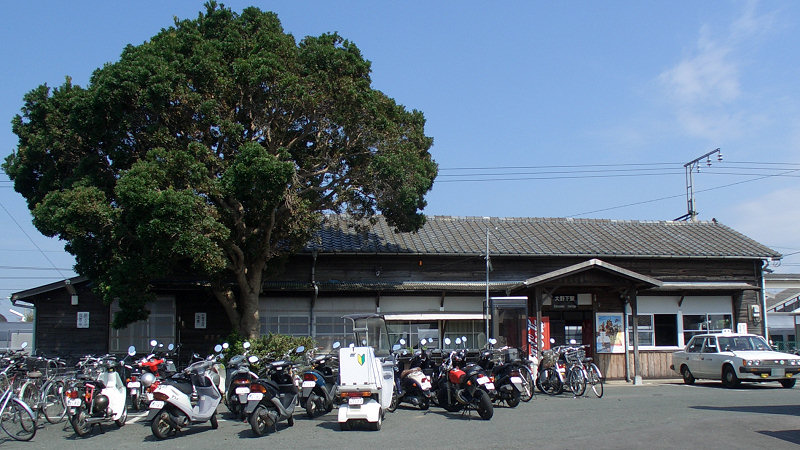
旧駅舎（2006年10月）
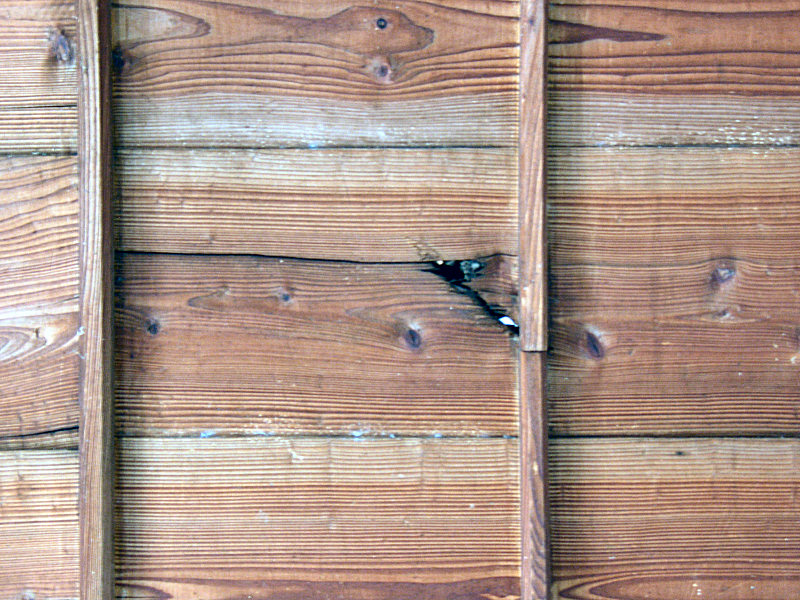
旧駅舎内に残っていた機銃掃射痕
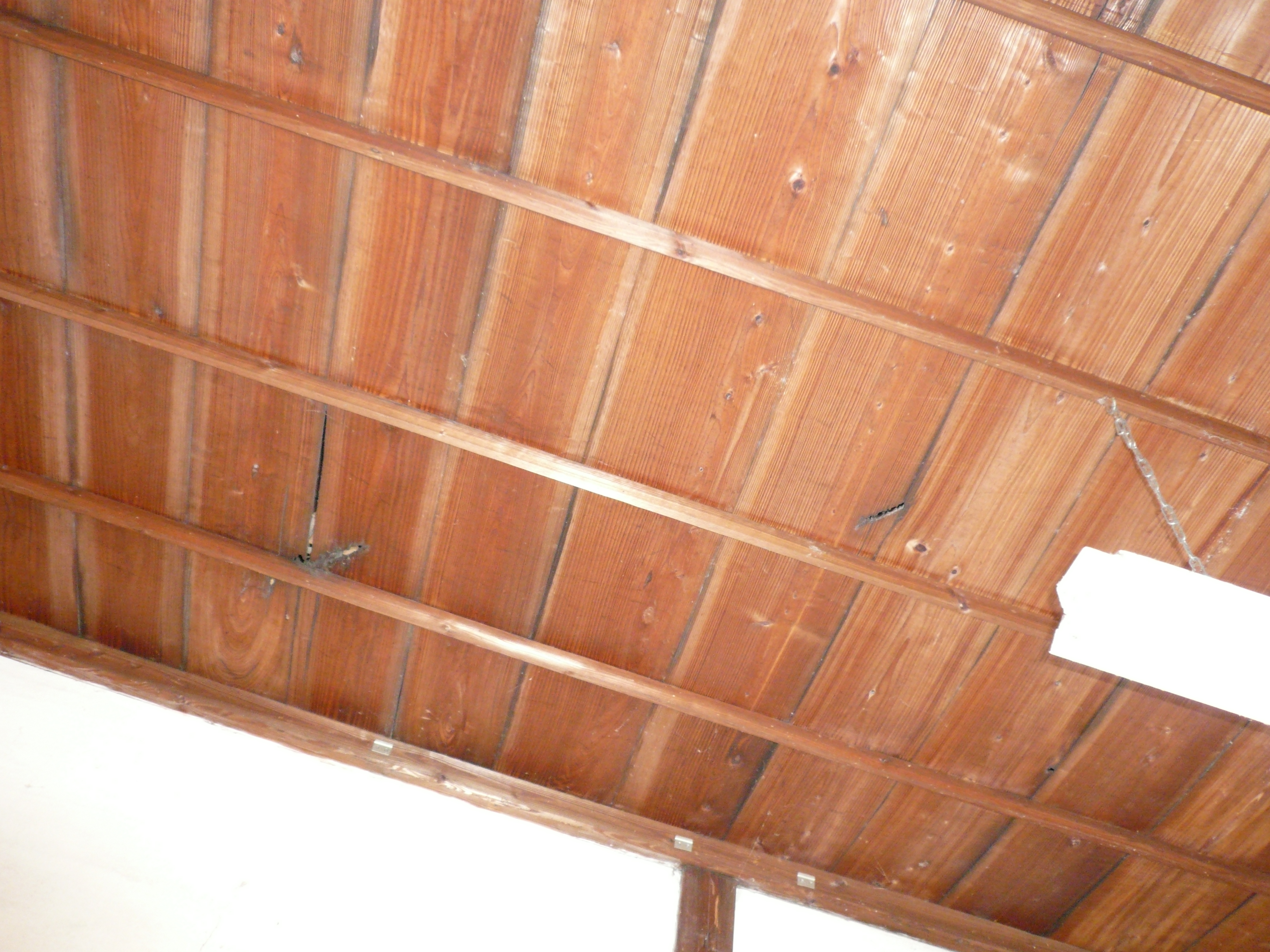
機銃掃射痕全体画像（2008年8月）
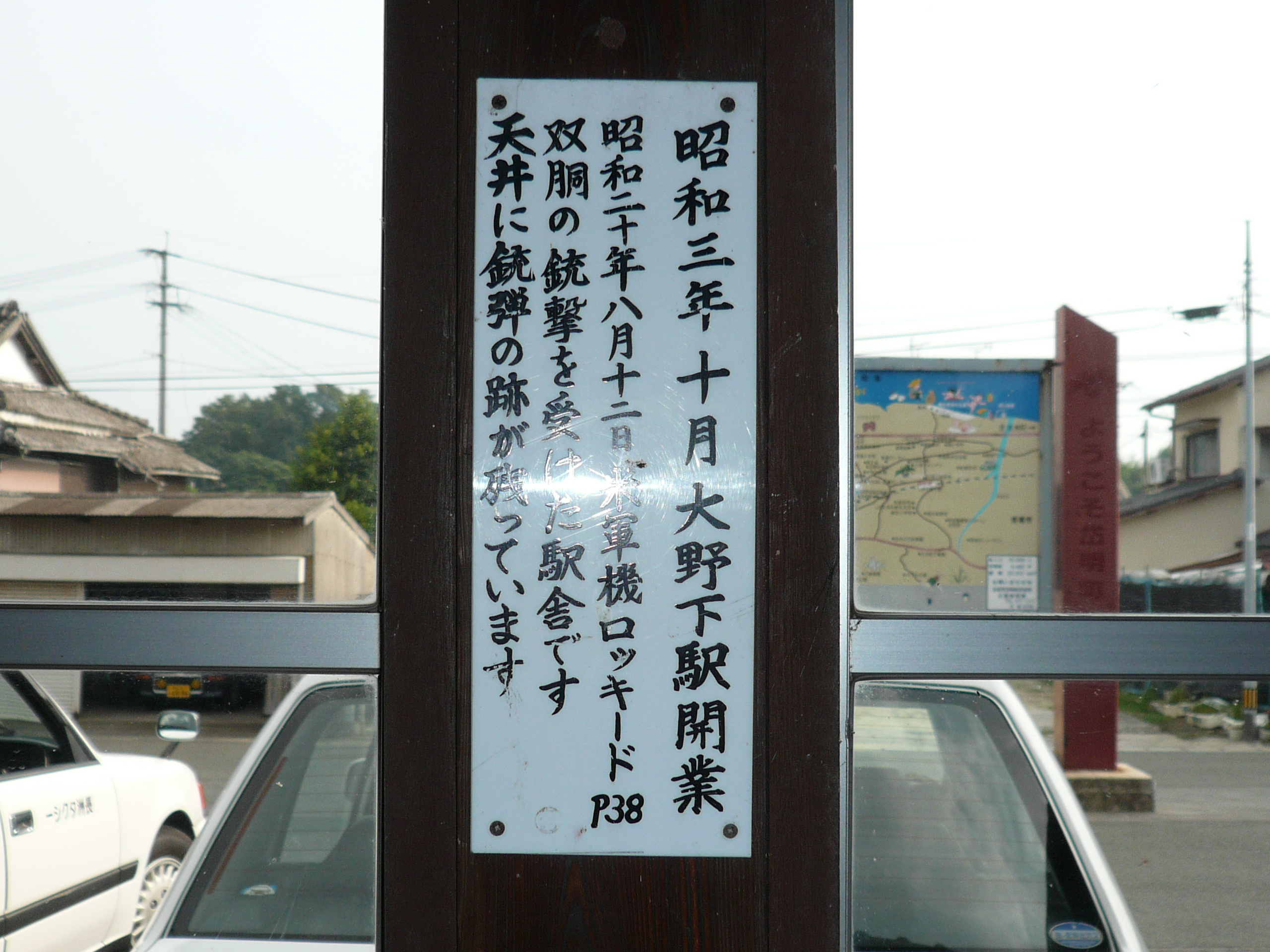
旧駅舎での掃射痕説明（2008年8月）

### 駅名の由来
開業時の地名（玉名郡大野村字大野下）が由来。

## 駅構造
相対式ホーム2面2線を有する地上駅。互いのホームは跨線橋で連絡している。駅舎は上り側ホームに面しており平屋建である。2010年3月に解体された旧駅舎は、太平洋戦争中、米海軍空母艦載機による空襲の際に受けた機銃掃射痕が天井に残っていた。2010年3月に新駅舎の使用を開始した。新駅舎には常設展示として、旧駅舎の弾痕の付いた天井板の保存と解説が設けられている。
2010年4月1日より地元自治体が委託管理する簡易委託駅となり、早朝夜間を除き地元民の駅係員が常駐している。

### のりば
| のりば | 路線        | 方向 | 行先                     |
| ------ | ----------- | ---- | ------------------------ |
| 1      | ■鹿児島本線 | 上り | 大牟田・久留米・博多方面 |
| 2      | ■鹿児島本線 | 下り | 玉名・熊本・八代方面     |

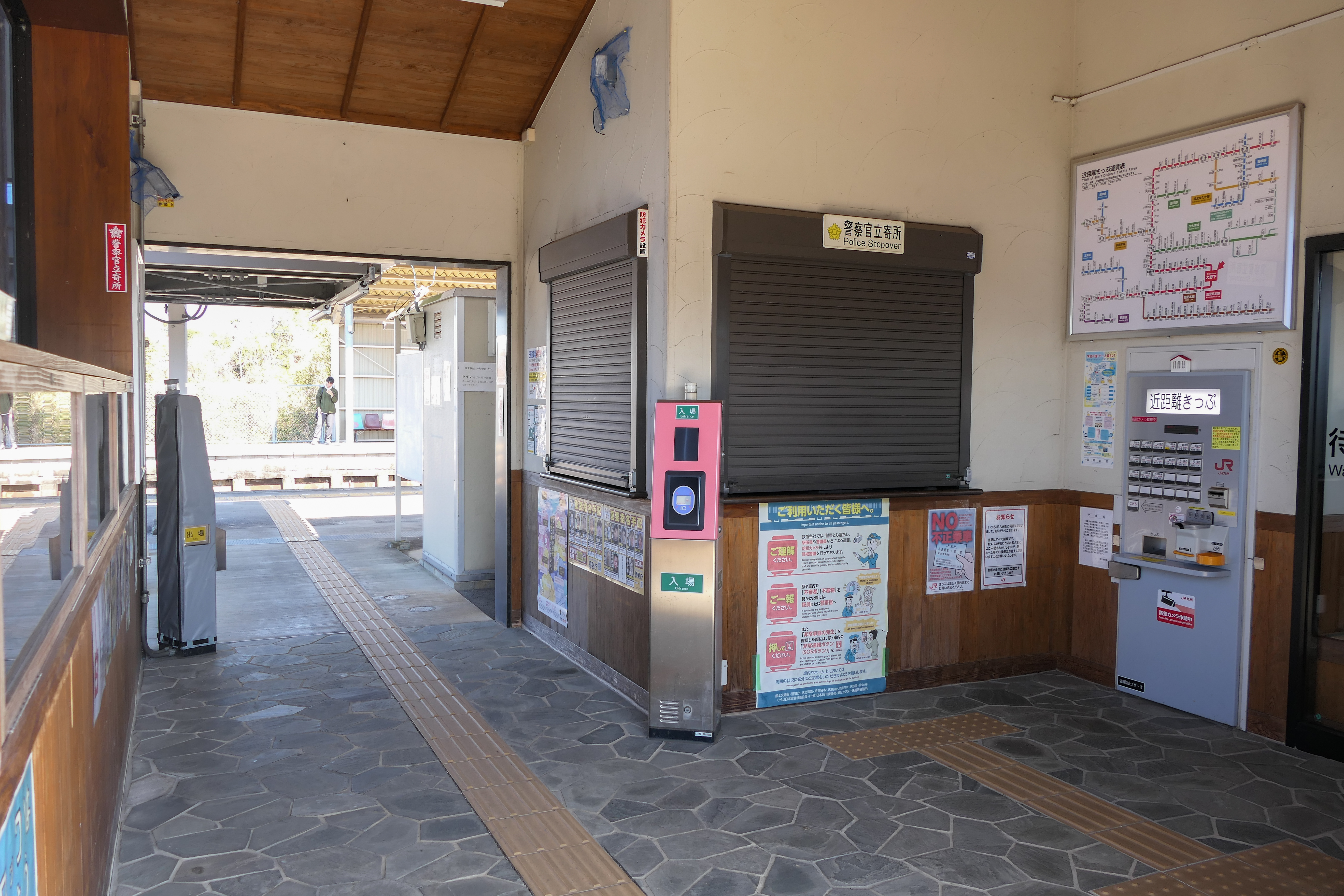
改札口（2024年2月）
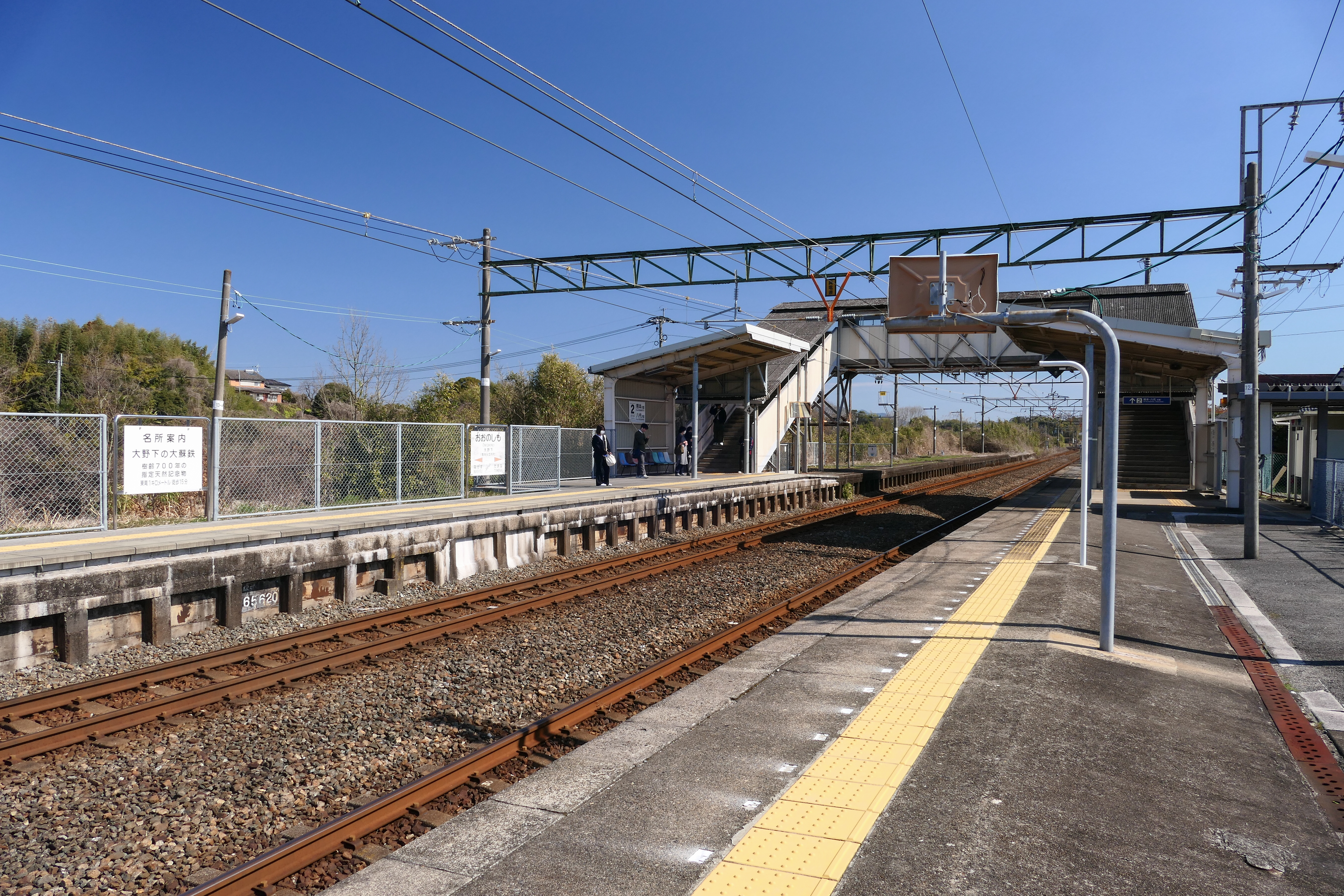
ホーム（2024年2月）
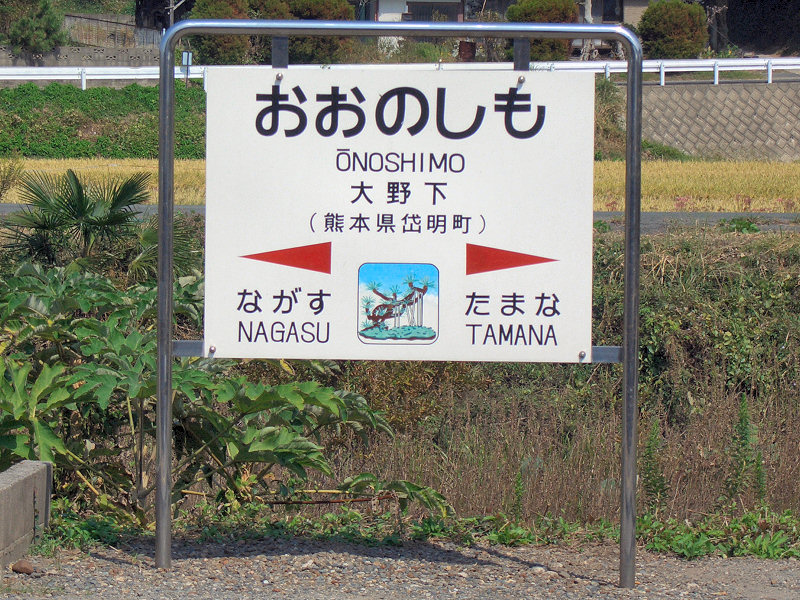
天然記念物の大野下の大蘇鉄を描いた駅名標（2006年10月）

## 利用状況
2023年度の1日平均乗車人員は335人である。
2016年以降の1日平均乗車人員の推移は以下の通り。
| 年度   | 1日平均 乗車人員 | 増加率 |
| ------ | ---------------- | ------ |
| 2016年 | 368              |        |
| 2017年 | 364              | -1.1%  |
| 2018年 | 380              | 4.4%   |
| 2019年 | 357              | -6.4%  |
| 2020年 | 266              | -25.5% |
| 2021年 | 285              | 7.1%   |
| 2022年 | 320              | 12.3%  |
| 2023年 | 335              | 4.7%   |

## 駅周辺
玉名市の南西部に位置している。現在、駅隣接の貸し駐車場や駅裏の平地となっている部分は貨物などの操車場があった。
- 大野下郵便局
- 熊本県道168号大野下停車場西照寺線
- 熊本県道169号大野下停車場線
- 玉名市役所岱明総合支所
- 大野下の大ソテツ（国指定天然記念物）

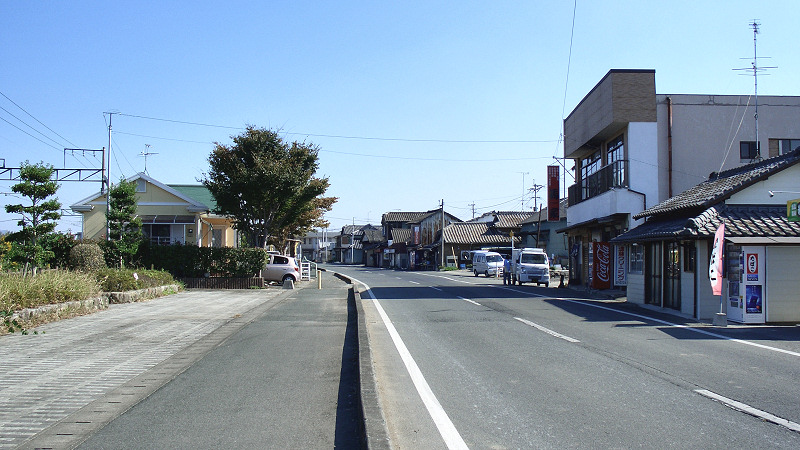
駅前（2007年11月）
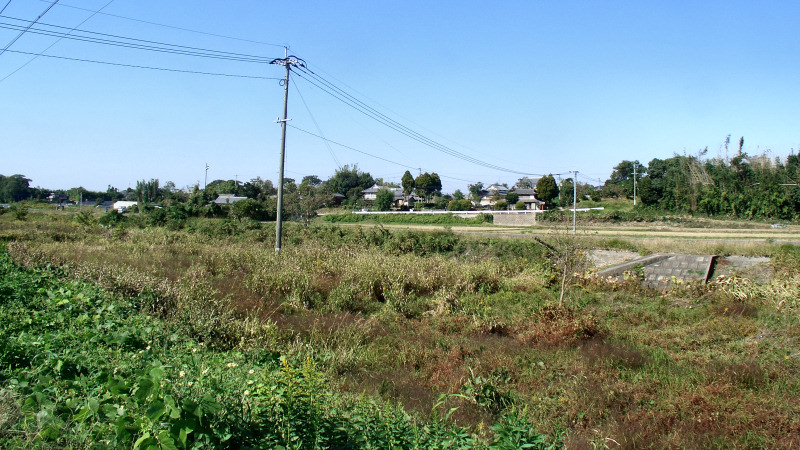
駅裏（2007年11月）
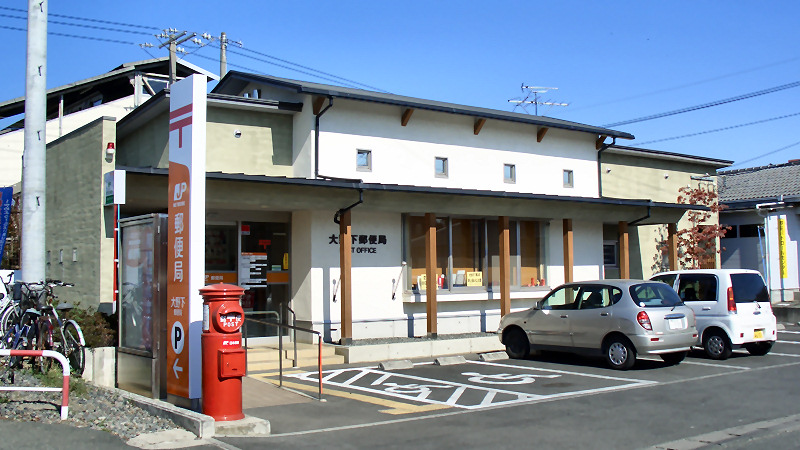
大野下郵便局

## 隣の駅
九州旅客鉄道（JR九州）
■鹿児島本線
■区間快速・■普通
長洲駅 - 大野下駅 - 玉名駅